# Jerte (fiume)
Il Jerte è un fiume dell'interno della penisola iberica, affluente del fiume Alagón nel bacino del fiume Tago. Il suo percorso attraversa interamente il nord della provincia spagnola di Cáceres, nella quale forma la valle del Jerte. Con una lunghezza di circa settanta chilometri, nasce a Tornavacas e sfocia nell'Alagón a Galisteo.

## Percorso
La sua nascita avviene nel comune di Tornavacas, nell'angolo sud-est della Sierra de Candelario, vicino al confine con i comuni di Solana de Ávila e Puerto Castilla nella provincia di Ávila. Il luogo specifico di nascita è una zona montagnosa chiamata "dehesa de la Campana", ad un'altitudine di circa 1800 m s.l.m., a metà strada tra il picco Calvitero, che è il punto più alto dell'Estremadura, e il Puerto de Tornavacas. Sull'altro versante nasce il fiume Aravalle, del bacino idrografico del Duero.
Il fiume è famoso per aver formato nel suo corso superiore la valle del Jerte, una delle strutture della geografia spagnola che rende meglio l'idea della definizione di valle: in una linea quasi retta lunga una cinquantina di chilometri, il fiume scende alla città di Plasencia visitando un'area sommersa tra due catene montuose parallele. Dei 1800 m  m s.l.m. dalla sorgente arriva ai 345 di Plasencia il che dà un'idea del suo bacino frastagliato in questo tratto, in cui attraversa consecutivamente i centri urbani di Tornavacas, Jerte, Cabezuela del Valle e Navaconcejo, per poi segnare il confine tra Valdastillas e Rebollar e successivamente il confine tra Casas del Castañar e El Torno. La rettilineità del suo tracciato è dovuta all'effetto geologico della faglia di Plasencia, che attraversa la valle. Nel 1973, la valle è stata protetta come "paesaggio pittoresco",4 ed è attualmente registrata come Bien de Cultural Interesse per la categoria "sito storico".

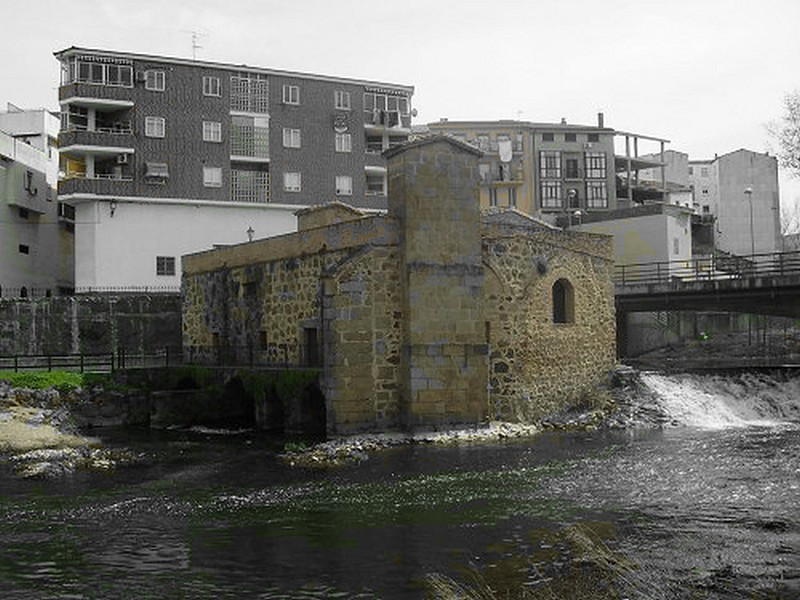
Molino de la Casca a Plasencia

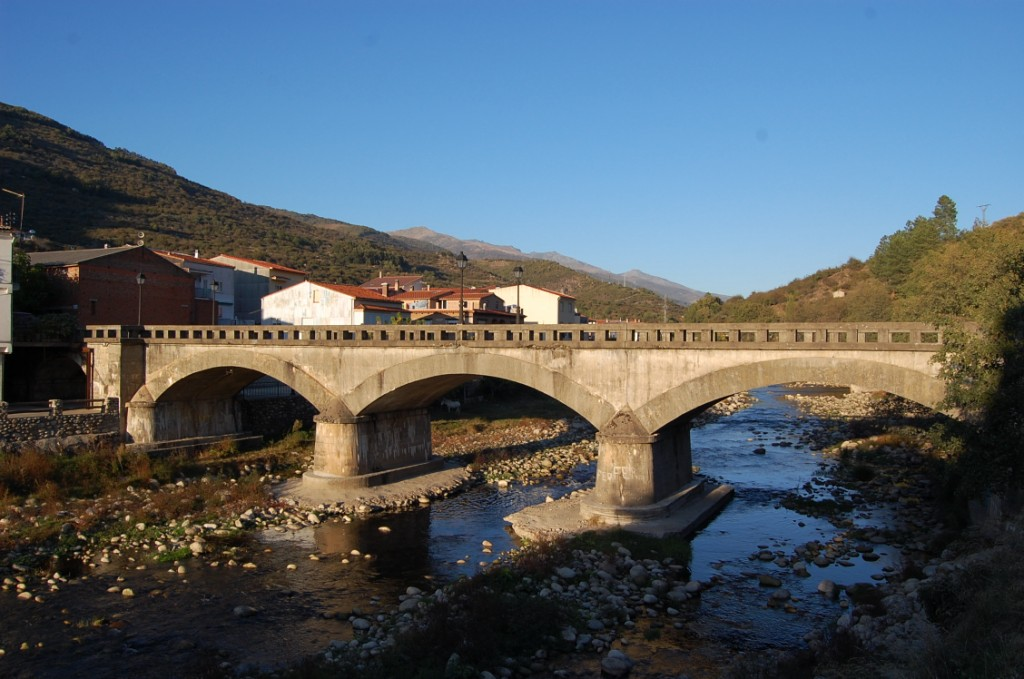
Ponte sul Jerte a Navaconcejo

La città di Plasencia è la città principale attraversata dal fiume. All'ingresso del Jerte nel comune di Placencia esiste dal 1985 il bacino idrico di Plasencia, che fornisce un facile approvvigionamento idrico alla popolazione per gravità. Il tratto rettilineo del fiume termina all'ingresso della città di Placencia, dove si crea una lunga isola fluviale.
Dopo aver trovato un varco tra le montagne di Traslasierra e la Sierra del Merengue, il fiume entra in una pianura in cui scorre il suo corso inferiore accanto alle città di Carcaboso, Aldehuela del Jerte e Galisteo; In questa pianura le colture irrigue si sono sviluppate notevolmente a partire dal XX secolo. La sua foce sulla riva sinistra del fiume Alagón si trova a circa 2 km a sud-ovest di Galisteo, dove il fiume Alagón segna il confine municipale con Alagón del Río.